# Diócesis de Olorón
La diócesis de Olorón (en latín: Diœcesis Olorensis) es una antigua diócesis de la Iglesia católica en Francia.

## Historia
Olorón es evangelizado en el siglo V, la diócesis quizás se remonta a esta época. El primer obispo atestiguado es Saint Grat que participó en el Concilio de Agde en 506.
El obispo era sufragáneo del arzobispo metropolitano de Auch.
La iglesia catedral era Sainte-Marie d'Oloron.
La diócesis queda abolida por la Constitución Civil del Clero, adoptada por la Asamblea Nacional Constituyente el 12 de julio de 1790 y sancionado por Luis XVI el 24 de agosto siguiente. Su supresión no fue reconocida por el papa Pío VI. Pero, tras el Concordato de 1801, no fue restablecido: por la bula Qui Christi Domini del 29 de noviembre de 1801, el papa Pío VII suprimió la sede episcopal e incorporó el territorio en la nueva diócesis de Bayona. 
Desde 1909, el obispo de Bayona ostenta también los títulos de obispo de Lescar y de Oloron.

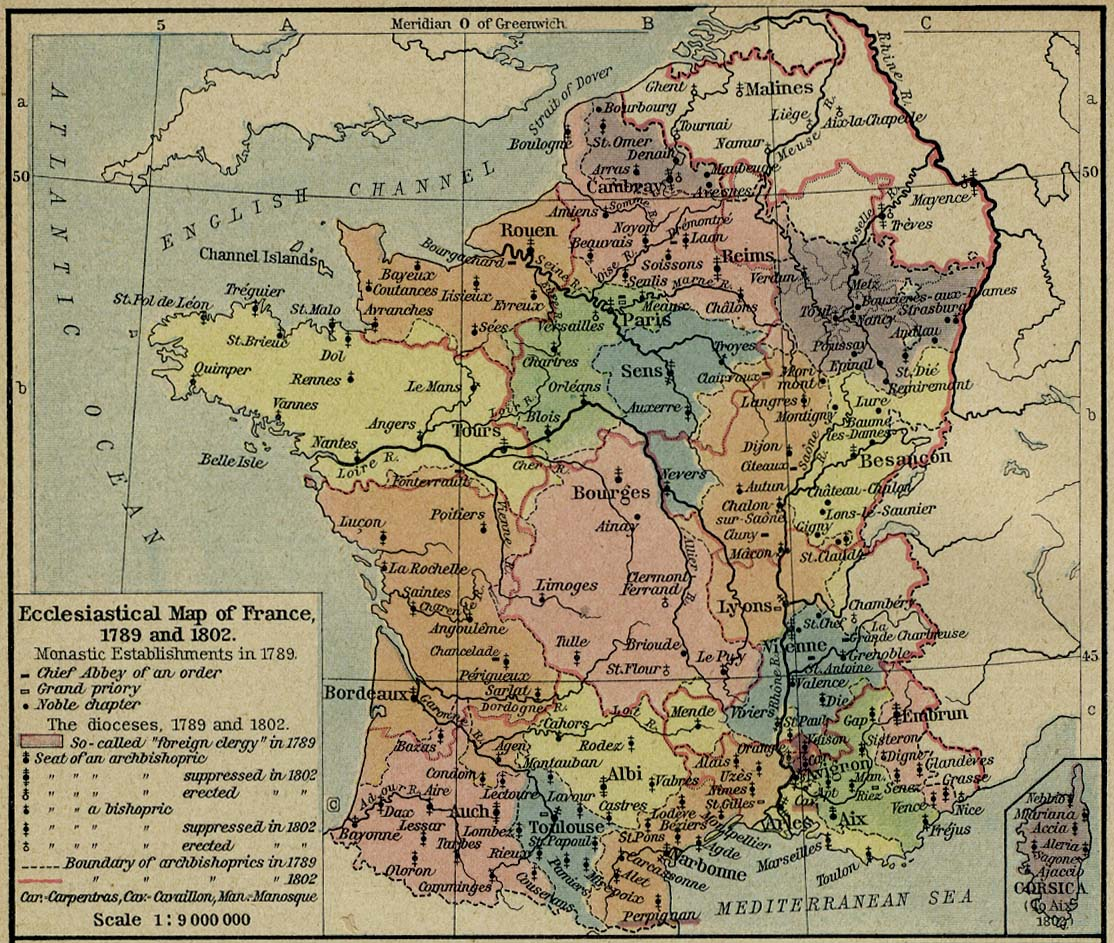
La archidiócesis de Auch y su provincia entre 1789-1802.

## Territorio

Diócesis de Francia en 1801.

En vísperas de la Revolución francesa, la diócesis de Olorón colindaba: al norte, con los de Dax y Lescar; al este, con la de Tarbes; al sur, con la dePamplona; al oeste, con la de Bayona y la de Dax, ya mencionada.
Desde el siglo XI, al menos, la diócesis incluía siete archidiáconos: Oloron (incluido el valle de Barétous); Ossau; Áspid; Josbaig (o valle de Joos); la Rivière (comarca de Navarrenx); Garenx (región de Salvatierra de Bearne); Sola (región de Mauleón). Sola se encuentra más allá (oeste) de Bearne.